# Keyboard (magazine)
Pour les articles homonymes, voir Keyboard.
Keyboard est un magazine qui traitait à l'origine les instruments à clavier électronique et les claviéristes, bien qu'avec l'avènement des techniques d'enregistrement et d'audio informatisées, ils aient ajouté la technologie de la musique numérique à leur couverture régulière, y compris celles qui ne se rapportent pas strictement aux instruments à clavier. Le magazine a son siège social à San Bruno en Californie.

## Historique et profil
(8 janvier 2019).
Future est le propriétaire de Keyboard qui est lancé en 1975,. Au cours des premières années, le magazine se nommait Contemporary Keyboard. Au fil des ans, les éditions imprimées et en ligne du magazine ont entamé des discussions sur tout ce qui a trait à l'équipement. Les rédacteurs en chef et les rédacteurs du magazine ont couvert des informations historiques et des histoires sur le développement des claviers depuis leurs débuts avec des pionniers tels que Moog Music. À l'occasion, des articles éditoriaux et des articles d'invités ont été publiés dans le magazine sur des sujets comme la philosophie de la musique, l'enseignement de la dactylographie, la théorie de la musique et les harmoniques.